# Xie Xingfang
Xie Xingfang (谢杏芳S, Xiè XìngfāngP; Canton, 8 gennaio 1981) è una giocatrice di badminton cinese, vincitrice della medaglia d'argento ai Giochi olimpici di Pechino 2008, nel singolo.

## Palmarès
- Giochi olimpici

Pechino 2008: argento nel singolo.
- Campionati mondiali di badminton

2005 - Anaheim: oro nel singolo.
2006 - Madrid: oro nel singolo.
2009 - Hyderabad: argento nel singolo.
- Giochi asiatici

XV Giochi asiatici - Doha: oro nel singolo.